# José Jiménez Manzanares
José Jiménez Manzanares (1880-Ciudad Real, 26 de febrero de 1966) fue un canónigo e historiador español de los dos primeros tercios del siglo XX, deán de la catedral de Ciudad Real.

## Biografía
Hijo de José Jiménez García-Rubio y de Juana Manzanares Martín de Mora, nació en Membrilla, provincia de Ciudad Real, en la calle Castillo del Tocón, donde se conserva una placa que indica la casa donde nació. Llegó a la parroquia de Santa Quiteria en Alcázar de San Juan como coadjutor el 12 de octubre de 1907. Fue trasladado a Valdepeñas y luego volvió a Alcázar de San Juan como párroco de Santa María. De allí pasó a una parroquia de Villanueva de los Infantes en 1913. Fue nombrado por oposición en 1916 canónigo de la catedral de Ciudad Real y más tarde deán. En 1918 fue designado junto con don Domingo Chacón y Bellón para difundir la doctrina de la sindicación católica agraria y recorrió con esta misión numerosos pueblos de la diócesis. Más tarde don Domingo Chacón y don José Jiménez Manzanares fueron nombrados secretario y presidente, respectivamente, de la comisión para propagar la sindicación católica agraria en los arciprestazgos de Ciudad Real, Daimiel y Manzanares. Tras la Guerra Civil no logró impedir la ejecución de su sobrino, el poeta republicano Jesús Menchén Manzanares (1912-1939). Formó parte del Instituto de Estudios Manchegos, en cuyos Cuadernos publicó algunos estudios. Fue Profesor del Seminario Diocesano de Ciudad Real y Consiliario Honorario de la Ilustre Hermandad de Nuestra Señora la Virgen del Prado. El retablo de los Santos Manchegos de la Catedral fue regalo suyo. Puso letra a numerosas canciones devotas, algunas de ellas de los músicos Salomón Buitrago y Juan Miguel Villar. Recibió la Cruz de honor de San Raimundo de Peñafort en 1958. Su obra más importante es un estudio sobre los mártires de la religión católica asesinados durante la Guerra Civil en la diócesis de Ciudad Real.

## Obras
- La Orden de Calatrava, VIII centenario: cinco conferencias por el Instituto de Estudios Manchegos, 1959.
- Martirologio diocesano: Obispado-Priorato de las Cuatro Ordenes Militares, 1947.
- Panegírico del B. Juan Bautista de la Concepción reformador de los trinitarios, 1913
- Hacia la canonización del Beato Ávila, 1957.